# Relations entre l'ASEAN et la France
Les relations entre l'ASEAN et la France désignent les relations diplomatiques s'exerçant entre, d'une part, l'Association des nations de l'Asie du Sud-Est, organisation politique, économique et culturelle en Asie du Sud-Est, et de l'autre, la République française, État principalement européen. 

## Histoire
L'ASEAN naît le 8 août 1967 à Bangkok, et rassemble des pays théoriquement non-alignés, mais devant faire face à la poussée communiste en Asie du Sud-Est. A ce titre, l'ASEAN et la France sont dans le même camp au cours de la Guerre Froide. Cependant, l'ASEAN reste dans un premier temps un outil de l'influence américaine, et la France peine à y faire entendre sa voix. Puis, l'ASEAN applique les principes de neutralité et de non-ingérence et, de façon similaire à la France du général de Gaulle, maintient le dialogue y compris avec les pays communistes. 
La Déclaration de Bangkok pose comme idéaux la paix, la liberté, la solidarité et la justice sociale, idéaux dans lesquels la France se reconnaît.  
Entre 1995 et 1999, le Vietnam, le Cambodge et le Laos, trois pays de l'ancienne union indochinoise, colonie française, rejoignent l'ASEAN. 

## Période contemporaine
En 2013, le ministre français des Affaires étrangères, Laurent Fabius, se rend en Indonésie et exprime sa volonté de renforcer les liens entre la France, l'Indonésie et l'ASEAN. En effet, l'Asie du Sud-Est présente de nombreuses opportunités économiques pour les investisseurs français. Les pays membres de l'ASEAN peuvent avoir intérêt à se rapprocher de la France, dans la mesure où celle-ci occupe un rôle central au sein de l'Union Européenne et de l'Organisation des Nations unies. 

### Paix et stabilité régionale
La France a signé le Traité d'Amitié et de Coopération en Asie du Sud-Est (2007) et soutenu l'initiative de la Zone sans armes nucléaires d'Asie du Sud-Est. La France participe au Forum rRégional de l'ASEAN.

### Domaine sanitaire
La France soutient les populations les plus vulnérables aux maladies dans les pays de l'ASEAN et a créé une plateforme de recherche sur les maladies infectieuses de la région.

### Développement durable
La France est particulièrement engagée dans les projets visant à un développement respectueux de l'environnement et du principe de solidarité en Asie du Sud-Est. Elle constitue ainsi une alternative au modèle de développement promu par la Chine, moins respectueux des enjeux de durabilité.